# Italdesign-Giugiaro
Italdesign-Giugiaro S.p.A (afgekort Italdesign) is een auto-ontwerpbedrijf in Turijn, Italië.
Het bedrijf is in 1968 opgericht door ontwerper Giorgetto Giugiaro en zakenpartner Aldo Mantovani onder de naam Studi Italiani Realizzazione Prototipi S.p.A. In 2015 werd ItalDesign overgenomen door de Volkswagen AG en behoort tot de Volkwagen Group.
Het bedrijf staat bekend om het werk van haar dochterbedrijf Giugiaro Design, het domein van Giorgetto Giugiaro.

## Projecten
Italdesign heeft een breed scala van conceptauto's en productie-auto's ontworpen:
- Alfa Romeo Alfasud
- Aztec—1988 Convertible
- BMW M1
- BMW Nazca C2
- BMW Nazca C2 Spider
- Brilliance BS6[2]
- Bugatti EB118 Concept
- Bugatti EB218 Concept
- Corvette—2003 Moray Concept
- Daewoo Matiz
- Daewoo Lacetti
- Daewoo Lanos
- Daewoo Kalos Dream Concept
- Daewoo Kalos aka Chevrolet Aveo, Holden Barina, Pontiac Wave, Suzuki Swift+
- De Lorean DMC-12
- Ferrari GG50
- Fiat 850 Sport Coupe
- Fiat Grande Punto
- Fiat Panda 1980
- Fiat Punto 1993
- Fiat Sedici
- Fiat Uno
- Ford Mustang—1965 by Bertone, Giugiaro 2007
- FSO Polonez - in 1978
- Hyundai Pony
- Hyundai Sonata
- Isuzu Piazza
- Italdesign Zerouno (duerta)
- Quaranta Concept
- Scighera
- Lamborghini Cala
- Lancia Delta
- Lancia Megagamma
- Lotus Esprit—1972 Concept
- Maserati 3200 GT
- Maserati Coupe
- Maserati Quattroporte
- Morris Ital
- Proton Persona
- Proton Hybrid Concept[3]
- Saab 9000
- SsangYong C200 Concept
- SsangYong Rexton
- Suzuki SX4
- Suzuki X-90
- Subaru SVX
- Seat Ibiza 1984
- Seat Ibiza 1993
- Seat Toledo 1991
- Toyota Alessandro Volta
- Toyota Aristo / Lexus GS
- Volkswagen Golf
- Volkswagen Scirocco Mk 1
- Volkswagen Nardo Concept
- Zastava Florida

## Fotogalerij

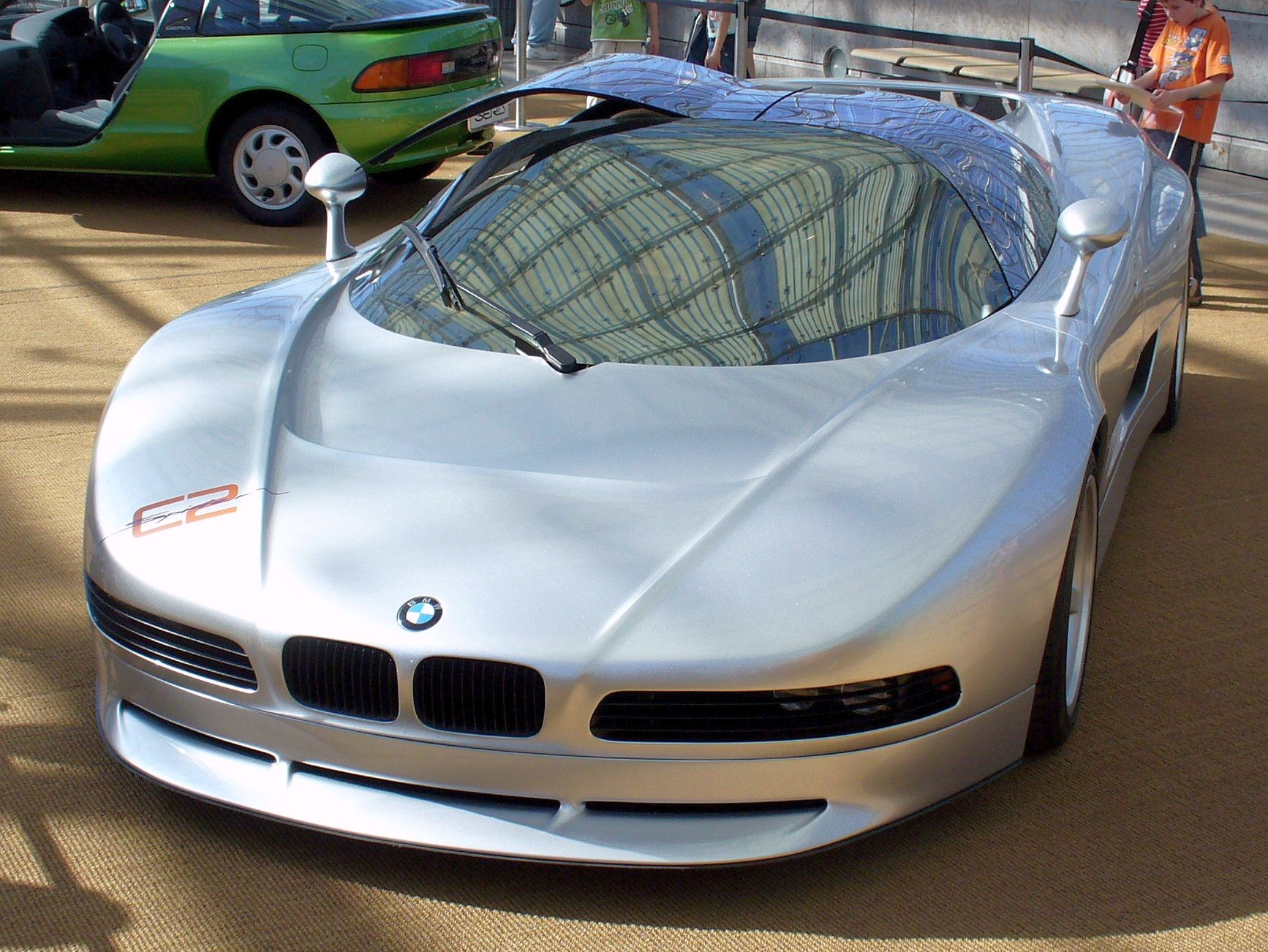
BMW Nazca C2
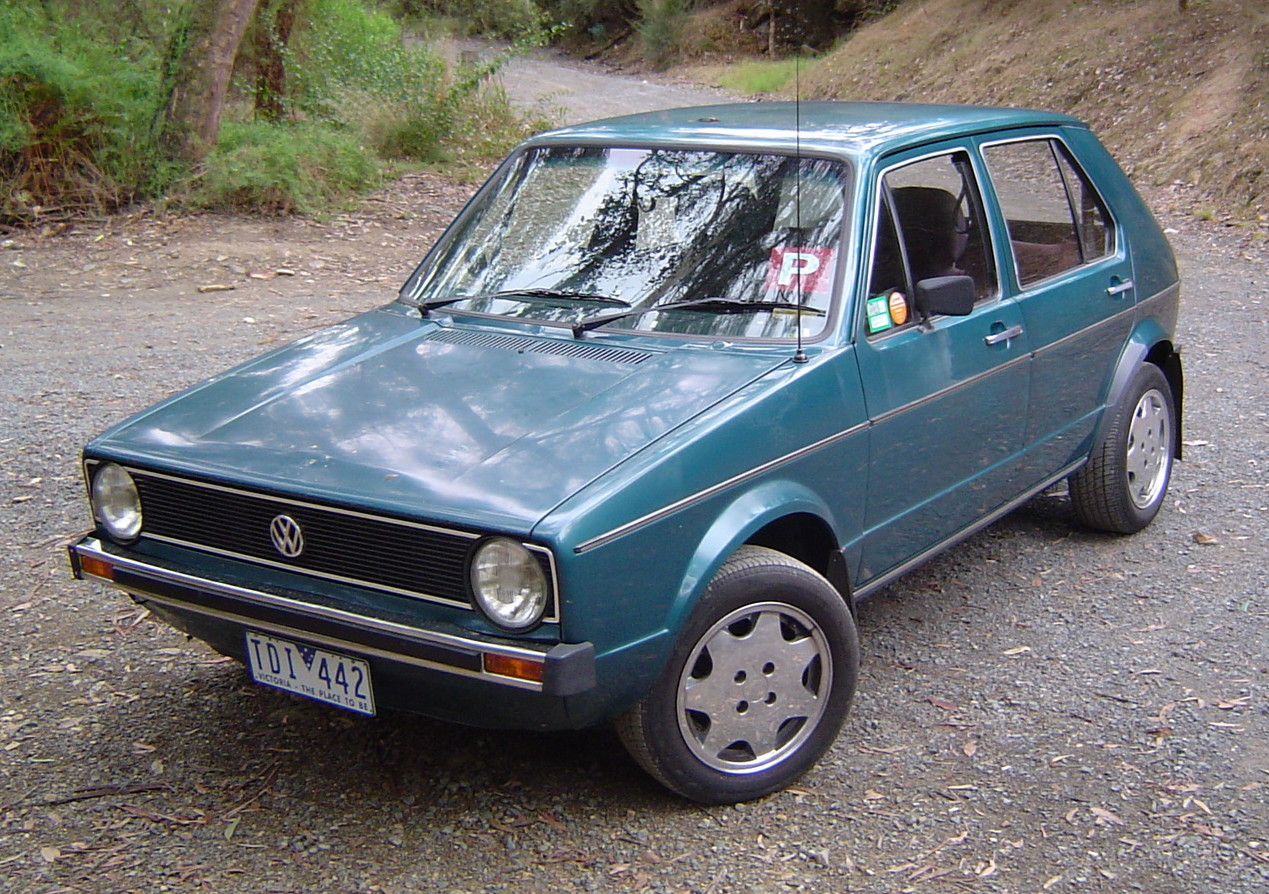
Volkswagen Golf
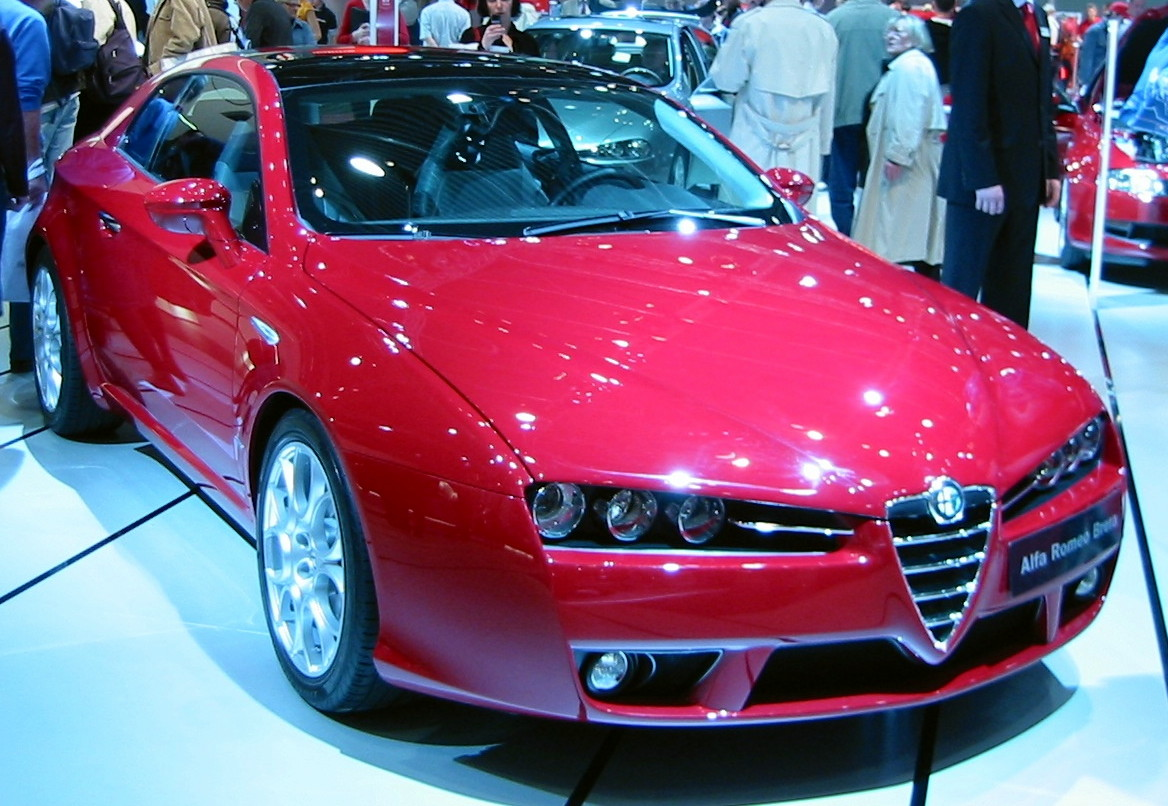
Alfa Romeo Brera
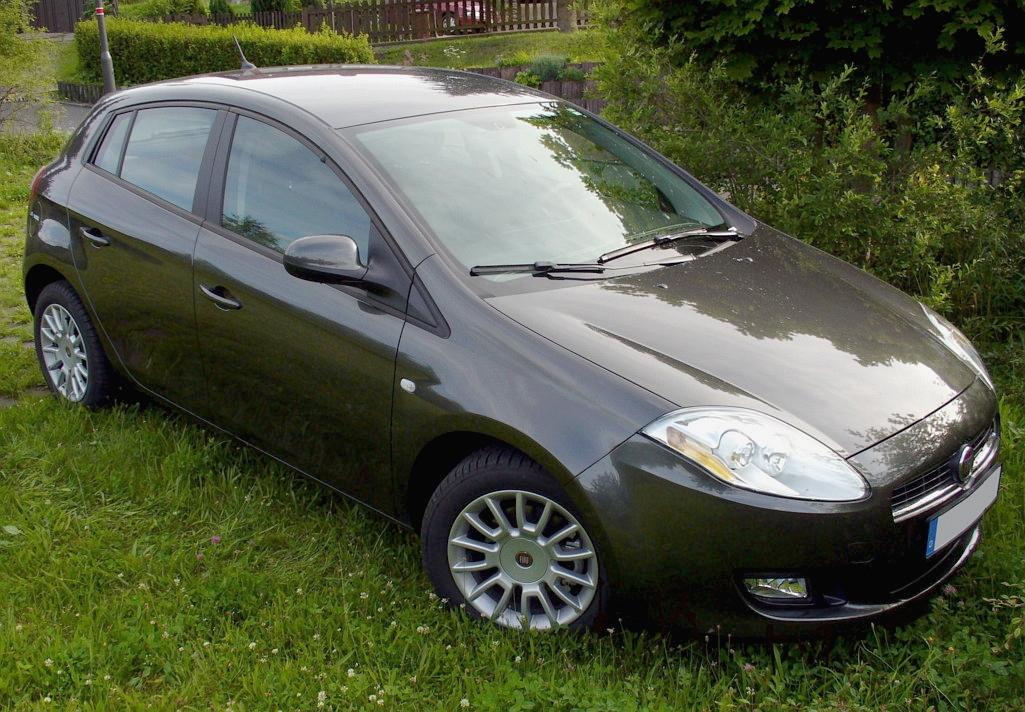
Fiat Bravo
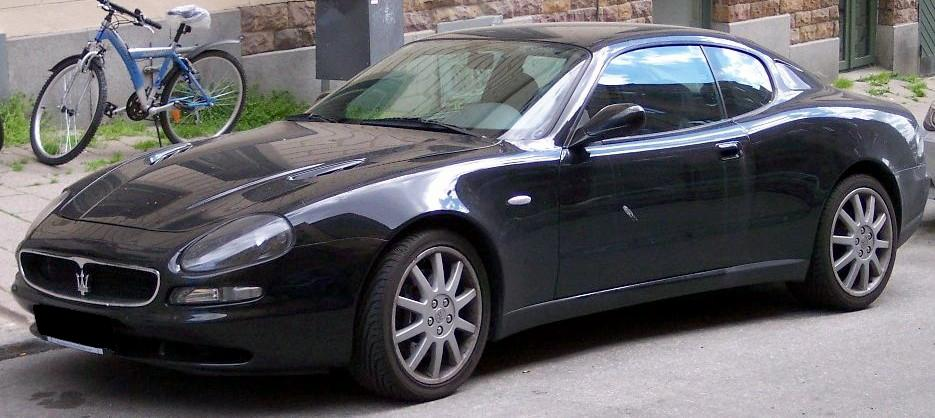
Maserati Coupe V1